# Sémillon

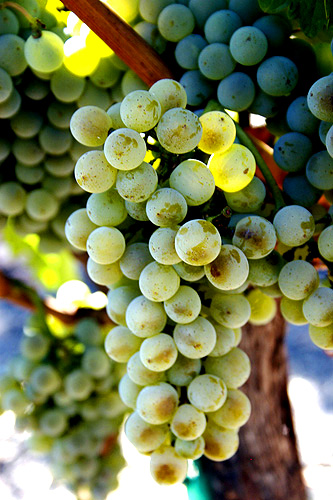

Sémillon är en grön druva av arten Vitis vinifera. Druvan är vanlig i vita bordeauxviner och dominerar i söta sauternesviner. Den förekommer även i de torra vita bordeauxvinerna, men där är det numera vanligare att Sauvignon Blanc är den dominerande druvsorten, och det förekommer knappt att Sémillon är ensam druvsort i de vinerna. Druvan odlas också i bland annat Australien, där den förr ibland kallades "Hunter Valley Riesling".
Viner gjorda på sémillon är i regel söta, men smaken varierar beroende på var druvan är odlad. Viner från Bordeaux och Hunter Valley har tydliga smaker av lime, salt och kamomill. Viner från södra Australien och Kalifornien ger smaker som papaya, äpple och lemon curd.